# Nicolas Marini
Nicolas Marini (Iseo, 29 luglio 1993) è un ex ciclista su strada italiano con caratteristiche di velocista, professionista dal 2015 al 2020.

## Palmarès
- 2010 (Juniores)[1]

Medaglia d'Oro Hotel La Lepre
Gran Premio Sportivi Sestesi
Trofeo OML
Gran Premio BCC del Polesine
Trofeo Est Ticino Coop
Memorial Pasolini
Giro del Lodigiano
Trofeo Impianti Edili Righetti Prosperino
Trofeo Città di Chiari - Palio delle Quadre
Memorial Paride Bresciani
- 2011 (Juniores)[2]

Trofeo Alberti
Trofeo Off. Mecc. Gianmarco Mara
Trofeo Centro Commerciale "Il Gallo"
Gran Premio BCC del Polesine
2ª tappa 3Tre Bresciana (Sarezzo > Sarezzo)
Memorial Carlo Ruboni
Giro del Lodigiano
Trofeo Zema
Trofeo Danilo Fusaro
- 2013 (Zalf-Désirée-Fior, nove vittorie)[3]

Trofeo Gino Visentini
Circuito Città di San Donà
Giro della Valcavasia - Cavaso del Tomba
Gran Premio di San Luigi
Circuito Casalnoceto
Trofeo Industria Commercio Artigianato - Vigonza
Trofeo Lampre
Circuito Alzanese
Circuito Molinese
- 2014 (Zalf-Désirée-Fior, nove vittorie)[4]

Coppa San Bernardino
Coppa Belricetto
Memorial Lucattini - Piansano di Viterbo
Circuito di S. Urbano
La Popolarissima
Gran Premio Fiera della Possenta
Milano-Busseto
Memorial Carlo Valentini
Trofeo Industria Commercio Artigianato - Vigonza
- 2015 (Nippo-Vini Fantini, sei vittorie)

2ª tappa Tour of Japan (Mino > Mino)
2ª tappa Tour of China II (Xinning > Xinning)
3ª tappa Tour of China II (Shaoshan > Shaoshan)
5ª tappa Tour of China II (Qingyuan  > Qingyuan )
6ª tappa Tour of China II (Zhuhai > Zhuhai)
Classifica generale Tour of China II
- 2016 (Nippo-Vini Fantini, tre vittorie)

8ª tappa Tour of Qinghai Lake (Ledu > Linxia)
5ª tappa Tour of China I (Leshan > Leshan)
4ª tappa Tour of Taihu Lake (Wujiang > Wujiang)
- 2017 (Nippo-Vini Fantini, due vittorie)

12ª tappa Tour of Qinghai Lake (Yinchuan > Yinchuan)
1ª tappa Tour of Taihu Lake (Wuxi)
- 2018 (MsTina Focus, una vittoria)

3ª tappa Tour of Albania (Coriza > Elbasan)

## Piazzamenti

### Competizioni mondiali
- Campionati del mondo

Herning 2011 - In linea Juniores: 8º